# Беляев, Дмитрий Васильевич (Герой Российской Федерации)
Дмитрий Васильевич Беляев (14 октября 1996 — 28 сентября 2022) — гвардии старший лейтенант, командир зенитно-ракетного взвода. Герой Российской Федерации (2023, посмертно).

## Биография
Родился 14 октября 1996 года. Окончил среднюю школу № 33 города Смоленска. В 2019 году окончил Военную академию войсковой противовоздушной обороны Вооружённых Сил Российской Федерации имени Маршала Советского Союза А. М. Василевского. В дальнейшем служил командиром зенитно-ракетного взвода в одной из строевых частей.
С 2022 года принимал участие в российском вторжении на Украину. Командовал зенитно-ракетным взводом.
Указом Президента Российской Федерации («закрытым») от 15 июня 2023 года за героизм, мужество и отвагу, проявленные при исполнении воинского долга, гвардии старшему лейтенанту Беляеву Дмитрию Васильевичу присвоено звание Героя Российской Федерации с вручением медали «Золотая Звезда» (посмертно).
Похоронен на Селифоновском кладбище под Смоленском.

## Награды
- Медаль «Золотая Звезда» (Россия) (15 июня 2023)
- Медаль «За участие в военном параде в День Победы»

## Память
- В октябре 2023 года в Смоленске прошли военно-патриотические сборы в память Героя России Дмитрия Беляева[2].
- 5 декабря 2023 года в Смоленске в школе № 33 была установлена «Парта Героя», посвящённая Дмитрий Беляеву. Также в школьном музее есть уголок памяти Дмитрия Беляева[3].
- 23 февраля 2024 года на территории Военной академии войсковой противовоздушной обороны имени имени Маршала Советского Союза А. М. Василевского был открыт бюст Дмитрию Беляеву[4]